# Abkarovits Jenő
Abkarovits Jenő (Csap, 1876. március 26. – Mezőkövesd, 1959. június 13.) tanító, iskolaigazgató és lapkiadó.
Bár sokféle tevékenységet folytatott élete során, a legfontosabb a tanítói hivatás volt. 20 éven át a 9 telephellyel működő mezőkövesdi általános (elemi) iskola igazgatója volt. Egyik legfontosabb pedagógiai tette a "summásiskola" létrehozása volt. Oktatási tevékenysége emléke annyira élt a mezőkövesdiek között, hogy halála után negyven évvel helyi pedagóguskitüntetést és az egykori szolgálati lakása előtti teret róla nevezték el. A Borsod című hetilap kiadója is volt.

## Életpályája
Abkarovits Jenő egyszerű mesteremberek családjából származott. Az Abkarovitsok Kárpátalja irányából érkeztek Magyarország belsejébe, nevük töve (Abgar) örmény eredetre utal. Apja, Abkarovits Tamás beregszászi, majd nagykállói illetőségű szabómester volt, de többnyire írnokként dolgozott az adóhivatalban és a szolgabíróságon. Anyja – a feltehetően szász származású – Krebs Wittich Vilma, házassága előtt Bártfán varrónő volt. Nagykállóban telepedtek le, s itt született Jenő 1876-ban.
Az elemi iskola elvégzése után kereskedő tanoncnak adták be, majd kereskedő segédként dolgozott. 1895-ben felvételizett az Egri Érseki Római Katolikus Tanítóképzőbe. Az első két évet még nappali tagozatos hallgatóként végezte el, de a következő kettőt már esti képzésben, mert anyagi körülményeik arra kényszerítették, hogy tanítani kezdjen, méghozzá a borsodszemerei (ma Mezőszemere) elemi iskolában, ahol – a falvakban szokásos módon – az összes gyerek egy osztályba járt, így egy egyosztályos, ún. összevont iskolában 126 gyermeket tanított. 1901-ben szerzett kántortanítói diplomát.
1902-ben elvette Dluchopolszky Ilonát, aki addig Tarnabodon volt tanítónő, de családja egri eredetű volt. Házasságkötésük után férjével együtt Borsodszemerén tanított, így ekkor már két osztályt működtethettek. Hat gyerekük született, de közülük három csecsemőkorban meghalt, egy fiú, Jenő pedig a húszas éveiben (1903–1929). Csak Vilma lányuk (1907–1994) és Endre (1910–1989) fiuk érte meg az idősebb kort. Felesége elkapta az akkori népbetegséget, a tüdőbajt és bár a jobb gyógyulási esélyek reményében 1913-ban Mezőkövesdre költöztek, 1914-ben elhunyt. Endre fia már 1933 óta Egerben telepedett le, ahol 1935-től a tanítóképző óraadó, majd rendes tanára lett és 1944-ben megnősült. Haláláig Egerben élt. Vilma lánya dr. Rozslay István ügyészhez ment feleségül, s előbb Mezőkövesden éltek, majd – már Abkarovits Jenő halála után – Miskolcon.
Abkarovits Jenő 1915-ben újra megnősült, második felesége Marton Anna volt, akinek tőle egy lánya született. Éva sokat betegeskedett és 1960-ban, 41 éves korában elhunyt.
A kereskedői tanulmányainak nagy hasznát vette, amikor borsodszemerei igazgatóként, később pedig Mezőkövesden igazgatósági tagként, majd ügyvezetőként részt vett a Hangya Szövetkezet vezetésében. Falusi tanítóként abban az időben értenie kellett sok mindenhez, be kellett kapcsolódnia mindabba, ami a lakosságot érintette. Részt vett a felnőttek oktatásában (népiskola), a kulturális élet irányításában, az egyházi élet szertartásainak segítésében, de a falu gazdasági életének szervezésében is. A tanítóképző is a hazaszeretetre és a vallásosságra való nevelésre fektetett nagy hangsúlyt, így Abkarovits Jenő is mélyen vallásos volt, kántorként és különböző egyházi szervezetek tagjaként aktívan részt vett az egyházi életben, míg hazaszeretetét elsősorban tanítóként, publicistaként és lapkiadóként adhatta át. 
1921-től egészen 1941-es nyugdíjazásáig a 9 telephellyel működő mezőkövesdi elemi iskola igazgatója volt. Nevéhez fűződik az ún. „summásiskola” tantervének kidolgozása. Kollégáival országosan egyedülálló tantervet dolgozott ki, mellyel lehetővé tették, hogy a megrövidített tanév alatt is elvégezhessék tanulmányaikat. 
Az oktatásban eltöltött 44 év után, amikor 1941-ben nyugdíjba vonult, Hóman Bálint kultuszminiszter és Szmrecsányi Lajos egri érsek is köszönetet mondott munkájáért. Erről a Borsod című hetilap is első oldalán számolt be, aminek 1935–1938 között felelős kiadója volt. A 2010-es években még feltáratlan a lapnál betöltött konkrét szerepe. Valószínűleg publicisztikái is megjelentek, de nem volt szokás az írások szerzőit következetesen feltüntetni, ezért csak stíluskritikai elemzéssel lehetne kideríteni, mely írások kapcsolhatók a nevéhez. A második világháború után a lapot fasiszta beállítottságúnak nyilvánították és őt félévig lakhelyelhagyási tilalommal sújtották. Soha nem volt egyetlen pártnak se tagja, de erősen vallásos, jobboldali beállítottságú volt.
Nyugdíjazása után is aktív közéleti szerepet játszott, 1949-ig a Hangya Szövetkezetnek mezőkövesdi ügyvezető igazgatója maradt. Ekkor már az akkori Sztálin utca 52. (2018-ban Mátyás király 54.) számú házban élt Vilma lánya családjával. 1959-ben halt meg.

## Emlékezete
Mezőkövesd Város Önkormányzata 1998-ban Abkarovits Jenő-díjat alapított az általános iskolai pedagógusok kiemelkedő munkájának elismerésére, 2002-ben pedig egy kis teret neveztek el róla ott, ahol egykori szolgálati lakása áll (az épületet a helyiek "régi városháza "-ként emlegetik, s egyes feltételezések szerint már Mátyás király idején is állt). A mezőkövesdi pedagógusok emlékének ápolásában jelentős szerepet játszott Répászky Zoltán tanár, aki publikációiban feldolgozta Abkarovits Jenő életét és egy Iskolatörténeti Gyűjteményt is létrehozott.
2006-ban, születésének 130. évfordulóján emléktáblájánál ünnepséget rendeztek a róla elnevezett téren.